# Ignaz Moscheles
Ignaz Moscheles (AFI: [ˈɪɡnaːts ˈmɔʃələs]; Praga, 23 de maig de 1794 - 10 de març de 1870), compositor txec de Bohèmia i d'origen jueu. Va ser també un virtuós del piano. Pare de Felix Moscheles.

## Primers anys
Moscheles va nàixer a Praga al si d'una família benestant jueva de comerciants. El seu nom original era Isaac. Son pare tocava la guitarra i volia que un dels seus fills es dedicara a la música. Inicialment, les seues esperances es dipositaren en la germana d'Ignaz, però quan aquesta va avorrir les lliçons de piano es va fixar en el seu germà. Ignaz va desenvolupar aviat una gran passió per la (llavors revolucionària) música per a piano de Beethoven, la qual el mozartià Bedrich Divis Weber, el seu mestre al Conservatori de Praga, l'obligava a evitar, conminant-lo a concentrar-se en Bach, Mozart i Muzio Clementi. Els seus dots van fer possible el trasllat a Viena, on va estudiar contrapunt i teoria amb Albrechtsberger i composició amb Salieri. En aquest temps va canviar el seu nom d'Isaac a Ignaz. Va ser un dels grans virtuosos residents a Viena el 1816, durant el Congrés de Viena, i en aquesta època va compondre les popularíssimes i virtuosístiques Variacions Alexander, Op. 32, per a piano i orquestra, que van ser interpretades arreu d'Europa. Va esdevenir un gran amic de Meyerbeer (també aleshores un gran intèrpret de piano i encara no reconegut com a compositor).
A Viena Moscheles va poder conèixer el seu ídol, Beethoven, qui va quedar tan impressionat amb les capacitats del jove músic que el va contractar per a la preparació de la reducció per a piano de la seua òpera Fidelio, encarregada pel seu editor, Artaria. Al final del seu manuscrit, abans de presentar-li'l a Beethoven, Moscheles va escriure les paraules Fine mit gottes Hülfe (Acabat amb l'ajuda de Déu). Beethoven va aprovar la versió de Moscheles, però hi va afegir les paraules O Mensch, hilf dir selber (Oh home, ajuda't a tu mateix!). Les bones relacions de Moscheles amb Beethoven van resultar importants per als dos fins a la mort de Beethoven. (Vegeu més avall).

## Creences
Potser és oportú parlar de les creences religioses de Moscheles. Encara era un jueu practicant el 1816, quan va escriure un oratori per a celebrar la pau, comanda de la comunitat jueva de Viena. Al llarg de la seua vida, com altres músics d'origen jueu, va mantenir relacions estretes amb els cercles d'altres músics d'origen jueu (per exemple Felix Mendelssohn, Anton Rubinstein, Joseph Joachim o Ferdinand Hiller), i amb mecenes jueus (la família Eskeles de Viena, la família Leo de París, o els banquers Rothschild d'Anglaterra). Va casar-se a la sinagoga de Frankfurt del Main el 1825 amb Charlotte Emden, filla d'un banquer jueu i cosina de Heinrich Heine. Tot i això, després d'instal·lar-se a Anglaterra va adonar-se clarament dels inconvenients de pertànyer a l'església Jueva. Tots els seus fills van ser batejats en la fe cristiana i ell i la seua esposa ho van fer el 1832. No obstant això, Moscheles mai no va rebutjar els seus orígens, i sovint visitava la seua família a Praga, que havia romàs dins de la fe jueva.

## Trobada amb Mendelssohn i període de Londres
Després de l'estada a Viena, Moscheles va emprendre una gira de concerts per Europa, que va reportar-li un èxit sensacional. El llavors infant Robert Schumann va decidir esdevenir pianista després d'escoltar Moscheles en un concert a Karlovy Vary. La rebuda a Londres va ser especialment càlida, on el 1822 va ser premiat amb la distinció com a soci honorari de la London Academy of Music (avui dia Royal Academy). Al final d'aquest any va escriure al seu diari  'Em sent cada vegada més com a casa a Anglaterra' , i no va tenir cap dubte d'establir-s'hi després del seu matrimoni.

El 1824 va acceptar una invitació d'Abraham Mendelssohn Bartholdy perquè es traslladara a Berlín per tal de donar classes als seus fills, Felix i Fanny. Els seus comentaris van ser els següents:
| « | <Es tracta d'una família com mai no n'he coneguda. Felix, un xicot de setze anys, én un fenomen. Que en són, tots els prodigis, comparats amb ell?… Ja és un artista madur. La seua germana Fanny també està extraordinàriament dotada.> | » |

Dues setmanes més tard va escriure:
| « | <Aquesta vesprada… he donat a Felix Mendelssohn la seua primera lliçó, sense deixar de pensar a cada moment que de fet em trobava davant d'un mestre, i no d'un alumne.> | » |

Així va començar una relació d'extraordinària intensitat que va donar els seus fruits fins i tot més enllà de la mort de Mendelssohn (va morir l'any 1847). Moscheles va induir Felix a visitar Londres per primera vegada el 1829 - Abraham posar Felix sota la seua empara arran d'aquesta visita, que Moscheres havia preparat amb detall.
A Londres, a banda d'esdevenir un intèrpret d'èxit i un imprescindible en les soirées de la família Rothschild, va posar-se al servei de Sir George Smart i de la Royal Philharmonic Society, aconsellant-los sobre els diversos talents musicals que tenia ocasió de conéixer en les seues gires. Quan el mateix Smart va recórrer Europa el 1825 a la captura de nova música i nous músics per a la Societat, Moscheles va proporcionar-li una llista de contactes i cartes de pretsentació, incloent-hi Beethoven i Mendelssohn. (A Praga va ser el germà de Moscheles qui va actuar com a guia de Smart). Smart va visitar els Mendelssohn a Berlín i va quedar impressionat amb Felix i Fanny.
El 1827 Moscheles va actuar com a intermediari entre la Philharmonic Society i el moribund Beethoven. Va persuadir la Societat de trametre a Beethoven els fons econòmics que tan desesperadament necessitava durant la seua malaltia. A canvi, Beethoven va oferir escriure per a la Societat la seua Desena Simfonia, que ja no va poder compondre.
Moscheles va ser una figura extremadament respectada a Londres. Fins i tot quan la seua música va començar a ser considerada passada de moda, continuava sent requerit com a mestre de música, trobant-se entre els seus deixebles molts infants de l'aristocràcia. També va ser proposat com a Pianista del Príncep Albert, però aquest estatus mai no va arribar a confirmar-se.
Moscheles mai no va deixar de promoure la música de Beethoven, incloent-la en els seus recitals: el 1832 va dirigir l'estrena londinenca de la Missa Solemnis i va traduir la biografia de Beethoven d'A.F. Schindler a l'anglès. Va ser un primerenc exponent del recital de piano - el concert de música per a piano sol, la "invenció" del qual es disputa entre Liszt i Moscheles. També Moscheles va introduir el clavicèmbal com a instrument solista de concert. Sovint donava concerts conjuntament amb Mendelssohn a Londres (i en altres llocs) - entre les obres favorites de tots dos es trobaven els concerts per a múltiples instruments de teclat de Bach. En aquestes ocasions, Mendelssohn i Moscheles competien en la improvisació de les cadències. Van oferir interpretacions del concert per a tres clavicèmbals, en una ocasió amb Thalberg al tercer teclat, i altra amb Clara Schumann. Moscheles també es dedicava a la direcció d'orquestra.

## Els anys a Leipzig
Encara que Moscheles continuava component i fent gires de concerts, depenia molt de la seua tasca com a professor, el que li causava un considerable stress. Quan Mendelssohn va fundar un Conservatori a Leipzig el 1843 va intentar atraure al seu amic Moscheles, prometent-li un horari més compatible amb les seues tasques de concertista i compositor. Moscheles va acceptar encantat, i va esdevenir director del Conservatori després de la mort de Mendelssohn, el 1847. En aquests anys tingué molts deixebles, que més tard serien molt reconeguts. (vegeu, llista d'alumnes).
Així, no és estrany que Moscheles liderara el contraatac a Wagner després que aquest publicara l'ignominiós pamflet Das Judenthum in der Musik ("Els jueus en la música"), en què criticava Mendelssohn (i Meyerbeer) demanant la dimissió del Conservatori de l'editor de Wagner, Brendel. Com Mendelssohn, Moscheles creia que la música havia assolit la seua Edat d'Or durant l'època que anava de Bach a Beethoven, i es mostrava suspicaç (encara que no necessàriament bel·ligerant) davant de les noves direccions obertes per Wagner, Liszt i Berlioz. No obstant això, les relacions amb tots ells (excepte Wagner) van ser cordials.
Moscheles va morir a Leipzig el 10 de març de 1870, nou dies després del seu darrer concert amb l'Orquestra del Gewandhaus de Leipzig.

## Música
Entre els seus 142 números d'opus s'hi troben nombroses obres simfòniques que, a banda d'una obertura i una simfonia, estan totes escrites per a piano i orquestra: vuit concerts per a piano, (dels quals l'últim ens ha arribat de manera fragmentària, sense la part orquestral), conjunts de variacions i fantasies sobre cançons populars. A més, va deixar obres de cambra i un gran nombre de peces per a piano sol, incloent-hi sonates i els estudis que continuen servint, malgrat el declivi de la música de concert del compositor. També va compondre alguns conjunts de cançons.
- Concert per a piano núm. 3

## Llista d'alumnes
- Ernst Rudorff,
- William Mason,[1]
- Erik Anthon Valdemar Siboni,[2]
- Franklin Taylor (1843-1919),
- Thomas Julian Adams,
- William Rea,[3]
- Edward Smith,[4]
- Charles Swinnerton Heap,[5]
- Arthur O'Leary,[6]
- Oskar Beringer[7]
- Louis Brassin,[8]
- Constantin von Sternberg (1852-1924),[9]
- Max Vogrich (1852-1916),
- Ricard Zeckwer (1850-1922),
- Simón Waley (1827-1875),
- Louise Farrenc, (1804-1875)[10]
- Frederic Hymen Cowen (1852-1935),
- Woldemar Bargie (1829-1897),[11]
- Edward Dannreuther.[12]
- Franz von Holstein.[13]
- Marie-Félicité Moke Pleyel (1811-1875), pianista i compositora belga.[14]
- Johann Vesque von Püttlingen (1803-1883),[15]